# Juli Meunasah Tambo
Juli Meunasah Tambo is een bestuurslaag in het regentschap Bireuen van de provincie Atjeh, Indonesië. Juli Meunasah Tambo telt 562 inwoners (volkstelling 2010).